# Езра Гейманн
Езра Гейманн (Ezra Heymann) (1928, Чернівці — 22 вересня 2014, Барселона) — філософ і професор університету.

## Кар'єра
Він народився в Австро-Угорській імперії (тепер Україна) в німецькій сім'ї єврейського походження. Протягом 1940-х років його сім'я уникла депортації до Трансністрії, живучи в Чернівцях під час його молодості завдяки захисту Траяна Поповича. У 1946 році Гейманн почав вивчати філософію та літературу в Бухарестському університеті, потім у Віденському університеті, а в 1947 році в Гейдельберзькому університеті, де здобув докторський ступінь під керівництвом Ганса-Георга Ґадамера. У 1953 році він емігрував до Уругваю, викладаючи в «Instituto de Profesores Artigas» і в Університеті Республіки, поки до влади не прийшов Хуан Марія Бордаберрі. Він був змушений покинути країну після протистояння з місцевою владою щодо автономії університету. Потім він переїхав до Венесуели в 1974 році, викладаючи спочатку в Університеті Симона Болівара та в Центральному університеті Венесуели до свого виходу на пенсію у 2006 році, хоча він зберіг свою посаду активного професора до кінця свого життя. Його дослідження були зосереджені на Канті та класичній німецькій філософії. Його свідчення як того, хто пережив Голокост, зібрано в книзі «Exilio a La Vida: Sobrevivientes Judíos De La Shoá».

## Праці
- Decantaciones kantianas: Trece estudios críticos y una revisión de conjunto. UCV, Caracas, 1999. ISBN 9789800016022
- Los marcos doctrinales y la apertura fenomenológica: Vías de la exploración kantiana. Estudios de Filosofía, ISSN 0121-3628, Nº. 49, 2014, págs. 87-102.
- Analysis, Synthesis und Begriffsbestimmung. Zur Frage des Charakters der philosophischen Aussagen in der kantischen Theorie der Erfahrung und der Wissenschaft. In Valerio Hrsg V. Rohden, Ricardo Terra & Guido Almeida (eds.), Recht Und Frieden in der Philosophie Kants. ISBN 9783110210347.
- Las referencias internas y externas de la conciencia en la discusión fenomenológica. Apuntes Filosóficos 20 (2011), ISSN 1316-7553, Nº. 38, 2011 (Ejemplar dedicado a: Dossier Filosofía de la Mente), págs. 27-38
- La ética kantiana en una lectura de revisión. Episteme 28 (2008):171-180.
- La crítica de la visión moral del mundo. Ideas y valores: Revista Colombiana de Filosofía 133 (2007): 79–93.ISSN 0120-0062,
- Monismos y dualismos en Descartes y en Nietzsche. Cuaderno gris, ISSN 0213-6872, Nº. 5, 2001 (Ejemplar dedicado a: Nietzsche y la «gran política»: antídotos y venenos del pensamiento nietzscheano / coord. por Alfonso Moraleja), ISBN 84-932145-4-X, págs. 239—246
- Ética y axiología al terminar el siglo: Un balance. Enrahonar: Quaderns de filosofía, Nº 32–33, 2001, pp. 225–233. ISSN 0211-402X.
- Ética y axiología al terminar el siglo. Un balance. Enrahonar 32 (2001):225-233
- En torno a la imaginación en Kant. Apuntes Filosóficos 17 (2000).
- Ética y Estética. Apuntes Filosóficos 15 (1999).
- Filosofía trascendental mundaneizada. Ideas Y Valores 100 (1996):37-47.
- ¿ Crisis de la racionalidad científica?. Apuntes Filosóficos 5 (1994).
- El campo semántico del pensamiento. Descartes y Kant. Apuntes Filosóficos 6 (1994).
- ¿Cuál es la fundamentación kantiana de los derechos humanos?. Apuntes Filosóficos 1 (1992).
- La filosofía del conocimiento kantiana y tà protà katà physin. Cuadernos venezolanos de filosofía 13. Universidad Católica Andrés Bello, 1989. ISBN 9789800700372.

## Звнішні посилання
- Orbituary Newspaper El Universitario, Central University of Venezuela
- Orbituary Colombian Society of Philosophy
- Orbituary and Profile, La Razón Diary
- Profile Journal Episteme
- Profile at PhilPapers